# 切利诺圣马科
切利诺圣马科（義大利語：Cellino San Marco），是意大利布林迪西省的一个市镇。总面积37平方公里，人口6753人，人口密度182.5人/平方公里（2009年）。ISTAT代码为074004。